# Ernest-Aimé Feydeau
Ernest-Aimé Feydeau, född 16 mars 1821, död 27 oktober 1873, var en fransk författare. Han var far till Georges Feydeau.
Feydeau debuterade 1858 med romanen Fanny, som utkom 1858 som en del i realismens första genombrott och väckte starkt uppseende för sin frispråkiga moralanalys och upplevde även mängd upplagor. En svensk översättning utgavs 1859. Den uppmärksammade debuten sporrade Feydeau till en rad nya romaner, men ingen kom i närheten av debutromanens popularitet. Vid sidan av sitt romanförfattande framträdde Feydeau som kulturhistoriker, främst beskrivningar från antiken samt reseskildrare (en resa till Algeriet 1862 och en till Tyskland 1872).